# Сыропятская
Сыропя́тская — деревня в Кормиловском районе Омской области России, в составе Сыропятского сельского поселения.
Основана в 1914 году .
Население — 129 чел. (2010)

## География
Деревня расположена в лесостепи в пределах Барабинской низменности, относящейся к Западно-Сибирской равнине, на левом берегу реки Омь, напротив села Сыропятское. Распространены чернозёмы обыкновенные.
По автомобильным дорогам деревня расположена в 19 км к западу от районного центра посёлка Кормиловка и 33 км к востоку от областного центра города Омск. Ближайшая железнодорожная станция Сыропятское расположена в 12 км к югу от деревни.
Часовой пояс
Сыропятская, как и вся Омская область находится в часовой зоне МСК+3. Смещение применяемого времени относительно UTC составляет +6:00.

## История
Образована в 1914 году в результате разделения села Сыропятское на два самостоятельных сельских общества.

## Население
| 2010 |
| ---- |
| 129  |